# Sudirman Cup 1997
Der Sudirman Cup 1997, die Weltmeisterschaft für gemischte Mannschaften im Badminton, fand im Mai 1997 in Glasgow statt. China gewann in dieser fünften Auflage des Championats gegen Südkorea im Finale mit 5:0.

## Gruppe 1

### Subgruppe A
- Volksrepublik China –  England 5-0
- Volksrepublik China –  Südkorea 3-2
- Südkorea –  England 4-1

### Subgruppe B
- Dänemark –  Schweden 4-1
- Dänemark –  Indonesien 3-2
- Indonesien –  Schweden 5-0

### Spiel um Platz 5
- Schweden –  England 4-1

### Halbfinale
- Südkorea –  Dänemark 3-2
- Volksrepublik China –  Indonesien 3-2

## Gruppe 2

### Subgruppe A
- Deutschland –  Thailand 3-2
- Deutschland –  Japan 3-2
- Deutschland –  Chinesisch Taipeh 3-2
- Chinesisch Taipeh –  Japan 3-2
- Chinesisch Taipeh –  Thailand 3-2
- Japan –  Thailand 3-2

### Subgruppe B
- Malaysia –  Kanada 4-1
- Malaysia –  Russland 3-2
- Malaysia –  Niederlande 3-2
- Niederlande –  Russland 3-2
- Niederlande –  Kanada 5-0
- Russland –  Kanada 3-2

### Play-offs
- Malaysia –  Deutschland 3-2
- Chinesisch Taipeh –  Niederlande 3-2
- Russland –  Japan 3-2
- Thailand –  Kanada 3-2

## Gruppe 3

### Subgruppe A
- Australien –  Finnland 5-0
- Australien –  Österreich 4-1
- Australien –  Hongkong 3-2
- Hongkong –  Österreich 5-0
- Hongkong –  Finnland 5-0
- Finnland –  Österreich 3-2

### Subgruppe B
- Schottland –  Neuseeland 3-2
- Schottland –  Norwegen 5-0
- Schottland –  Indien 3-2
- Neuseeland –  Indien 5-0
- Neuseeland –  Norwegen 4-1
- Indien –  Norwegen 4-1

### Play-offs
- Schottland –  Australien 3-2
- Hongkong –  Neuseeland 3-2
- Indien –  Finnland 4-1
- Norwegen –  Österreich 4-1

## Gruppe 4

### Subgruppe A
- Vereinigte Staaten –  Island 4-1
- Vereinigte Staaten –  Bulgarien 5-0
- Vereinigte Staaten –  Polen 3-2
- Polen –  Bulgarien 5-0
- Polen –  Island 4-1
- Island –  Bulgarien 3-2

### Subgruppe B
- Ukraine –  Wales 3-2
- Ukraine –  Tschechien 5-0
- Ukraine –  Schweiz 5-0
- Wales –  Tschechien 4-1
- Wales –  Schweiz 5-0
- Schweiz –  Tschechien 3-2

### Play-offs
- Ukraine –  Vereinigte Staaten 4-1
- Polen –  Wales 3-2
- Island –  Schweiz 3-2
- Bulgarien –  Tschechien 3-2

## Gruppe 5

### Subgruppe A
- Belarus –  Belgien 5-0
- Belarus –  Frankreich 4-1
- Belarus –  Portugal 5-0
- Frankreich –  Portugal 3-2
- Frankreich –  Belgien 5-0
- Portugal –  Belgien 4-1

### Subgruppe B
- Irland –  Kasachstan 4-1
- Irland –  Spanien 4-1
- Irland –  Peru 4-1
- Spanien –  Peru 4-1
- Spanien –  Kasachstan 5-0
- Peru –  Kasachstan 3-2

### Play-offs
- Belarus –  Irland 4-1
- Frankreich –  Spanien 4-1
- Portugal –  Peru 3-2
- Kasachstan –  Belgien 4-1

## Gruppe 6

### Subgruppe A
- Sri Lanka –  Guatemala 4-1
- Sri Lanka –  Pakistan 4-1
- Sri Lanka –  Slowenien 4-1
- Slowenien –  Pakistan 3-2
- Slowenien –  Guatemala 3-2
- Pakistan –  Guatemala 3-2

### Subgruppe B
- Israel –  Jamaika 3-2
- Israel –  Südafrika 3-2
- Südafrika –  Mauritius 4-1
- Südafrika –  Jamaika 4-1
- Jamaika –  Mauritius 3-2
- Mauritius –  Israel 3-2

### Play-offs
- Sri Lanka –  Israel 3-2
- Slowenien –  Südafrika 3-2
- Jamaika –  Pakistan 3-2
- Mauritius –  Guatemala 3-2

## Gruppe 7

### Subgruppe A
- Zypern –  Luxemburg 3-2
- Zypern –  Malta 4-1
- Zypern –  Mexiko 5-0
- Mexiko –  Malta 4-1
- Mexiko –  Luxemburg 4-1
- Malta –  Luxemburg 3-2

### Subgruppe B
- Italien –  Slowakei 4-1
- Italien –  Brasilien 5-0
- Italien –  Argentinien 5-0
- Slowakei –  Argentinien 5-0
- Slowakei –  Brasilien 5-0
- Brasilien –  Argentinien 5-0

### Play-offs
- Italien –  Zypern 5-0
- Slowakei –  Mexiko 4-1
- Brasilien –  Malta 3-2
- Luxemburg –  Argentinien 4-1

## Gruppe 8
- Litauen –  Chile 5-0
- Litauen –  Armenien 5-0
- Litauen –  Estland 3-2
- Litauen –  Griechenland 4-1
- Estland –  Armenien 5-0
- Estland –  Griechenland 5-0
- Estland –  Chile 5-0
- Armenien –  Griechenland 3-2
- Armenien –  Chile 5-0
- Griechenland –  Chile 5-0
- Nigeria,  Marokko,  Turkmenistan,  Uganda und  Sambia gemeldet, aber nicht gestartet

## Endstand
| Platz | Land       |
| ----- | ---------- |
| 1     | China      |
| 2     | Südkorea   |
| 3     | Dänemark   |
| 3     | Indonesien |
| 5     | Schweden   |
| 6     | England    |

| Platz | Land        |
| ----- | ----------- |
| 7     | Malaysia    |
| 8     | Deutschland |
| 9     | Taiwan      |
| 10    | Niederlande |
| 11    | Russland    |
| 12    | Japan       |
| 13    | Thailand    |
| 14    | Kanada      |

| Platz | Land       |
| ----- | ---------- |
| 15    | Schottland |
| 16    | Australien |
| 17    | Hongkong   |
| 18    | Neuseeland |
| 19    | Indien     |
| 20    | Finnland   |
| 21    | Norwegen   |
| 22    | Österreich |

| Platz | Land       |
| ----- | ---------- |
| 23    | Ukraine    |
| 24    | USA        |
| 25    | Polen      |
| 26    | Wales      |
| 27    | Island     |
| 28    | Schweiz    |
| 29    | Bulgarien  |
| 30    | Tschechien |

| Platz | Land         |
| ----- | ------------ |
| 31    | Weißrussland |
| 32    | Irland       |
| 33    | Frankreich   |
| 34    | Spanien      |
| 35    | Portugal     |
| 36    | Peru         |
| 37    | Kasachstan   |
| 38    | Belgien      |

| Platz | Land      |
| ----- | --------- |
| 39    | Sri Lanka |
| 40    | Israel    |
| 41    | Slowenien |
| 42    | Südafrika |
| 43    | Jamaika   |
| 44    | Pakistan  |
| 45    | Mauritius |
| 46    | Guatemala |

| Platz | Land        |
| ----- | ----------- |
| 47    | Italien     |
| 48    | Zypern      |
| 49    | Slowakei    |
| 50    | Mexiko      |
| 51    | Brasilien   |
| 52    | Malta       |
| 53    | Luxemburg   |
| 54    | Argentinien |

| Platz | Land         |
| ----- | ------------ |
| 55    | Litauen      |
| 56    | Estland      |
| 57    | Armenien     |
| 58    | Griechenland |
| 59    | Chile        |

      Aufsteiger
      Absteiger